# ارگاش شاه عصمتوف
ارگاش شاه عصمتوف (به ازبکی: Ergash Rahmatullayevich Shoismatov) متولد ۱۹۵۱، سیاستمدار و معاون سابق نخست‌وزیر ازبکستان در سالهای ۲۰۱۲ تا ۲۰۱۶ بوده‌است. شاه عصمتوف فارغ‌التحصیل انستیتو پلی تکنیک تاشکند است.
وی در سال ۲۰۰۶ اعلام کرد که دولت ازبکستان و یک کنسرسیوم بین المللی متشکل از شرکت‌های نفت و گاز ازبکستان، لوک اویل، شرکت نفت کره جنوبی، پتروناس و شرکت ملی نفت چین توافقاتی در مورد اکتشاف و بهره‌برداری از منابع نفتی و گازی دریاچه آرال به امضاء رسانید.